# Големият брат
Големият брат (на английски: Big Brother) е литературен герой от романа 1984 на британския писател Джордж Оруел, излязла през 1949 г. Той е загадъчен диктатор в Океания – тоталитарна държава, доведена до своята логична завършеност, в която управляващата Партия упражнява тотален контрол над жителите в името на своите интереси.

## Описание
Големият брат е представян като мъжко лице, което те гледа право в очите. Той е навсякъде – върху плакатите по улиците, по телевизионните екрани. Името му се скандира на масовите сбирки на Партията. В това общество всеки е под пълно наблюдение от властта, предимно чрез телевизионните екрани („телеекрани“). На хората непрекъснато им се напомня това с фразата „Големия брат те наблюдава“, която е в основата на държавната пропагандна машина.
Големият брат говори с прости, кратки и ясни фрази, разбираеми за всеки. Решителността му е несломима; думата му е безпрекословен закон за всички. Уважението и възхищението от него са задължителни за всекиго. Предаността към него е предусловие за съществуването.
Всъщност, в романа не става ясно дали Големия брат съществува наистина или той е измислен от тоталитарната власт. „Негова“ реч бива написана от главния герой Уинстън Смит, за да запълни място, в издаден отдавна брой на вестник, останало празно след изтриването от съществуване на едно „нелице“. (Така в 1984 наричат човек, станал нежелателен за властта, всяка следа от който трябва да бъде унищожена.) Подривната книга, номер едно в света на 1984, приписвана на архи-врага Емануил Голдщайн, се оказва написана всъщност от члена на Партядрото О'Брайън и група негови колеги, като вид провокация и примамка за свободомислещи.
Когато по-късно Уинстън Смит е арестуван, неговият разпитвач О'Брайън описва Големия брат като личност, която никога няма да умре. Когато Смит пита дали Големия брат съществува, О'Брайън отговаря, че Големия брат е „въплъщение на Партията“ и че той ще съществува, докато Партията съществува.

## Вероятни първообрази
В есето към своя роман 1985 Антъни Бърджес твърди, че Оруел се е насочил към идеята за Големия брат от рекламни билбордове на кореспондентски образователен курс, рекламиран от компанията Бенет по време на Втората световна война. На тях самият Дж. М. Бенет, благообразен чичко, се обръща към потенциалните си ученици с призива: „Нека бъда ваш баща“. Според Бърджес след смъртта на Бенет компанията преминава към неговия син и на афишите се вижда вече неговият образ, който е строг и властен, за разлика от баща си, а текстът става „Нека бъда ваш голям брат“.
Дъглас Келнер от Калифорнийския университет в Лос Анджелис твърди, че Големият брат изобразява Йосиф Сталин, символизиращ комунизма, и Адолф Хитлер, символизиращ нацизма.
Идеята за Големия брат би могла да дойде и от СССР, която употребява термините „братски народи“ и „братски страни“. Руснаците се представят като по-голям брат, грижещ се за останалите. Идеологическото съчетание „голям брат“ ' или „по-голям брат“ е добре известно в съветските републики преди и след Втората световна война.

## Използване като метафора
След отпечатването на книгата Големия брат става нарицателен образ на тоталитарната, потисническа и полицейска държава. Изразът „Големия брат те наблюдава“ устойчиво влиза в много световни езици. От него произхожда името на телевизионната игра „Биг Брадър“.